# Берёзовый Гай (Самарская область)
Берёзовый Гай — село в Волжском районе Самарской области. Входит в сельское поселение Сухая Вязовка.

## География
Село находится на правом берегу Чапаевки напротив села Сухая Вязовка, в 35 км к югу от Самары и в 30 км к юго-востоку от Новокуйбышевска.
В селе пересекаются автодороги Каменный Брод — Ровно-Владимировка и Дубовый Умёт — Сухая Вязовка. Имеется автомобильный и пешеходный мосты через реку.
Вблизи села находятся так называемые территории (населённые пункты без статуса поселения): сельскохозяйственный кооператив Победа, СПК Красная Звезда, СПК Победа.
| 2010 |
| ---- |
| 884  |

## История
Основано в 1762 переселенцами из Тамбовской губернии. История села неразрывно связана с историей села Сухая Вязовка.

## Достопримечательности
В селе имеются одноимённый конно-спортивный клуб и памятник жителям села, павшим в Великой Отечественной войне.

## Известные уроженцы
- Гавриил Васильевич Жуков — Вице-адмирал, в годы Великой Отечественной войны командующий Черноморским флотом.
- Ледаков Иван Михайлович — Герой Советского Союза.